# ケプラー413b
ケプラー413b(英語:Kepler-413b)またはケプラー413(AB)b(英語:Kepler-413(AB)b)とは地球からはくちょう座の方向に2300光年離れた位置にある太陽より小さい恒星同士による連星、ケプラー413を公転している太陽系外惑星である。

## 概要
ケプラー413bは2013年にケプラー宇宙望遠鏡によって発見された。ケプラー413bはケプラー413連星系、全体を公転する周連星惑星である。周連星惑星は2015年6月の地点で十数個しか発見されていない、特殊な分類である。ちなみにケプラー宇宙望遠鏡が発見した周連星惑星ではケプラー413bは8例目となる。

## 物理的特徴
| 海王星 | ケプラー413b |
| ------ | ------------ |
| 海王星 | Exoplanet    |

ケプラー413bは木星の0.211倍の質量(地球の67倍)、0.388倍(地球の4.347倍)の半径を持つガス惑星とされている。密度は3.2 g/cm3とされている。

## 軌道
ケプラー413bは連星系から0.3553AU(約5016万km)の距離を62.262日で公転している。ケプラー413bは大部分の他の惑星(太陽系の惑星も含む)と異なり、歳差運動が大きく、観測から11年間に最大で約30°も自転軸の傾きが変化する結果が出ている。地球の歳差運動は2万6000年で23.5°である事を考えるとこれはとても大きな歳差運動である。さらにケプラー413bの軌道傾斜角は平均89.929°だが、連星系の軌道が2.5°傾いている為、ケプラー413bの軌道面はわずかに傾いており、ケプラー413bは地球から見ると自転や公転も不安定なカオス的な惑星に見える。
ケプラー413bの軌道面はやや傾いている為、ケプラー413bはトランジット(惑星が主星の前を横切る現象)を毎回、起こさない事になる。ケプラー413bはケプラーのデータ1500日分の中で、冒頭の半年間に3回のトランジットを起こしたが、後の2年間はトランジットをおこしておらず、その後再び5回のトランジットを起こした事が記録されている。軌道面が傾いている理由は分かっていないが、未知の恒星や惑星の可能性がある。
ケプラー413bのトランジットは2015年7月現在、発生しておらず、次のトランジットは2020年まで発生しないとされている。